# Murzuk
Murzuk (arabisk: مرزق; eller Murzuch, Mursuc, Murzuq) er en oaseby og hovedstad i distriktet Fezzan i Libyen.
Frem til omkring 1900 var Murzuk et vigtigt led i karavanetrafikken mellem Sudan og Tripoli.
25°54′49″N 13°56′01″Ø / 25.9136°N 13.9336°Ø